# Tenuiphantes monachus
Tenuiphantes monachus är en spindelart som först beskrevs av Simon 1884.  Tenuiphantes monachus ingår i släktet Tenuiphantes och familjen täckvävarspindlar. Inga underarter finns listade i Catalogue of Life.